# Шаляпін Прохір Андрійович
Прохір Андрійович Шаляпін (рос. Прохор Андреевич Шаляпин, при народженні Андрій Андрійович Захаренков; нар. 26 листопада 1983, Волгоград) — російський співак, фіналіст проєкту «Фабрика зірок — 6», лауреат конкурсу молодих виконавців «Утренняя звезда». Підтримав війну Росії проти України з 24 лютого 2022 року.

## Життєпис
Прохір Захаренков народився у Волгограді 26 листопада 1983 року. Батьки ніякого відношення до музики не мали: мати — Олена Колесникова — була кулінаркою, а батько — Андрій Іванович Захаренков (коли Прохору було 9 років, батька посадили у вʼязницю)— сталеваром. Бабуся мріяла бачити онука великим баяністом, тому він вступив до музичної школи по класу баяна.
З 1991 по 1996 рік він був одним із солістів вокального шоу-гурту «Джем», де співав разом з  Іриною Дубцовою, Танею Заїкіною («Монокіні») і Софією Тайх. Навчаючись в п'ятому класі, став солістом російського народного ансамблю «Берізка» і перейшов зі звичайної школи в Центральну школу мистецтв при Волгоградській філії  Самарської академії мистецтва і культури на вокальне відділення.
У 1996 році написав свою першу пісню «Нереальный сон». У 1999 році, закінчивши школу Мистецтв, переїхав до Москви і вступив до Державний музично-педагогічний інститут імені М. М. Іпполітова-Іванова на відділення «Народні співи». Цього ж року взяв участь в телевізійному музичному конкурсі « Утренняя звезда» з піснями «Нереальный сон» і «Do Not отрекаются любя», посів третє місце. В 2003 рік у, закінчивши училище, надходить в  Російську академію музики ім. Гнєсіних .
Брав участь в різних музичних конкурсах. У 2005 році на конкурсі «Зоряний шанс», що проходив в Нью-Йорку, виконав пісню «Калина» українською мовою і посів третє місце. У тому ж році вийшов його дебютний альбом «Волшебная скрипка». У 2006 році під сценічним псевдонімом Прохор Шаляпін став учасником телевізійного проєкту  Першого каналу «  Фабрика зірок — 6 ». У паспорті він також поміняв своє ім'я, ставши Прохором Андрійовичем Шаляпіним. Отримав скандальну популярність завдяки тому, що намагався видати себе за нащадка знаменитого оперного співака Федора Шаляпіна.
Серед пісень, виконаних ним на «Фабриці зірок», одним з найбільш пам'ятних був романс «Потерянная юность» (слова  Сергія Єсеніна, музика  Віктора Дробиша ).
Після закінчення проєкту «Фабрика зірок» Прохор Шаляпін став вести активну гастрольну діяльність, в тому числі і за кордоном. У 2008 році був випущений його перший відеокліп на пісню «Сердце.com». У тому ж 2008 році співак закінчив академію музики імені Гнесіних. Його диплом був присвячений творчості Федора Шаляпіна та російської народної пісні.
Після «Фабрики зірок» продюсером Прохора Шаляпіна був  Віктор Дробиш. Розставання з Дробишем в 2007 році проходило з взаємними звинуваченнями і скандалами. З 2011 року його продюсером є співачка Агнія.
У 2011 році на екрани вийшов  телевізійний серіал «Жуков», в якому Прохор Шаляпін зіграв роль знаменитого оперного співака  Бориса Штоколова .

## Особисте життя
- За словами Прохора Шаляпіна, вперше він одружився у віці 18 років з жінкою, старшою за себе.
- У 2011 — 2012 роках зустрічався зі співачкою і моделлю Аделіною Шаріповою.

- 3 грудня 2013 року 30-річний Прохор Шаляпін одружився з 57-річною підприємицею Ларисою Копєнкіною, з якою він познайомився на початку 2013 року під час відпочинку на Ямайці. Проти весілля активно виступала мати співака. Журнал « 7 днів » включив весілля Прохора Шаляпіна в список 10 найгучніших зоряних скандалів 2013 року. До початку 2015 року цей шлюб завершився розлученням.
- 15 грудня 2014 року Прохір Шаляпін в ефірі ток- шоу « Пусть говорят» офіційно заявив про вагітність співачки і моделі Ганни Калашникової (нар.. 1984).

- У березні 2015 року у Прохора Шаляпіна і Анни Калашникової народився син Данило. Як показав тест ДНК, Прохор не є біологічним батьком Данила. Результати ДНК були оголошені в передачі Андрія Малахова «Пусть говорят» вийшла в ефір 20 квітня 2016 р.

## Творчість

### Дискографія
- 2005 — «Чарівна скрипка»
- 2013 — «Легенда»

### Відеографія
1. " Сердце.com " (2008)
2. " Я назавжди полечу " (2010)
3. " Заблоковані серця " (з [ [ Софія Тайхо | Софією Тайхо ] ]) (2010)
4. " Ой при лужку " (2011)
5. " Дубинушка " (2012)
6. " Читай по губах " (з Оленою Лаптандер) (2012)
7. " Зима " (з дуетом " Свої ") (2015)

### Фільмографія
- 2010 — Телесеріал «Кохання та інші дурниці», 26 серія — Популярний співак.
- 2012 —  Телесеріал «Жуков» — Борис Штоколов.
- 2013 — Телесеріал «Хто зверху ?» — Камео .
- 2014 — Телесеріал «Кураж» — Популярний співак Лев .

## Визнання
- Нагорода "За відродження Росії. XXI століття"(2007).
- Орден Святої Софії за пісню «Мама» (автор  Аркадій Хоралов).
- Медаль «Талант і покликання» (2010).